# Вассарас, Кирос
Ки́рос Васса́рас (греч. Κύρος Βασάρας; род. 1 февраля 1966, Салоники) — греческий футбольный судья. Вне судейства работает туристическим агентом в городе Тессалоники, Греция. Является полиглотом: он в состоянии разговаривать на греческом, немецком, английском и испанском языках.

## Карьера
С 1998 года Вассарас — судья ФИФА. Свой первый матч на международном уровне отсудил в 1999 году (матч между Австрией и Сан-Марино). В этом же году был выбран в качестве одного из судей на чемпионат мира по футболу среди юношей не старше 17 лет в Новой Зеландии. В 2004 году был признан элитным рефери УЕФА и с этого времени имел право на обслуживание матчей Лиги чемпионов, чемпионатов Европы, а также Олимпийских игр.
В 2009 году из-за отсутствия в списке европейских судей, выбранных для обслуживания чемпионата мира 2010 в ЮАР по причине возраста, принял решение окончательно завершить карьеру.
В настоящее время Вассарас работает главой судейского комитета Федерации футбола Румынии.